# Abutilon geranioides
Abutilon geranioides är en malvaväxtart som först beskrevs av Dc., och fick sitt nu gällande namn av George Bentham. Abutilon geranioides ingår i släktet klockmalvor, och familjen malvaväxter. Inga underarter finns listade i Catalogue of Life.